# スフィンクス

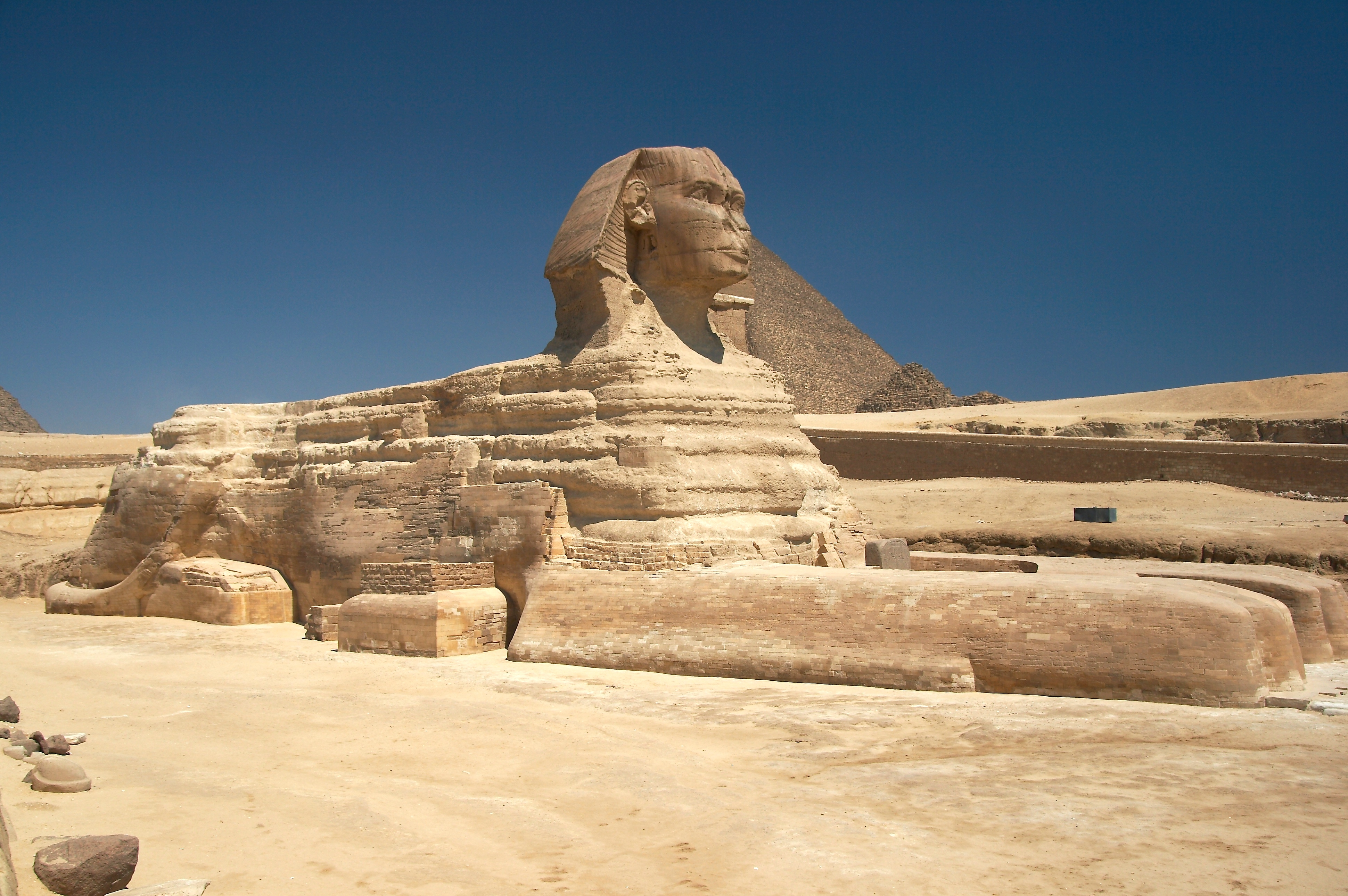
ギザの大スフィンクス

スフィンクス（Sphinx）は、エジプト神話やギリシア神話、メソポタミア神話などに登場する、ライオンの身体と人間の顔を持った神聖な存在あるいは怪物。古典ギリシア語ではスピンクス（Σφίγξ、古典ギリシア語ラテン翻字: Sphínx）といい、スフィンクスとはこれの英語読み（または現代ギリシア語読み）である。

## 概要
古代エジプトにおける本来の名は不明だが、ギリシア語名は古代エジプト語シェセプ・アンク（szp 3nh, シェセプ＝姿・形 アンク＝再生・復活の神 「アンク神の像」の意）に由来するのではないかとする説がある。ただしこの語は神あるいは王の像に対してのみ使われており、合成獣に使われた証拠はない。
スピンクスは女性名詞であり、中国語では「獅身人面像」または「獅身女面像」と訳される。夏目漱石は『虞美人草』の中で「獅身女」という漢字に「スフーヒンクス」という熟字訓を当てた。永井荷風は『あめりか物語』の中では「怪像」に、『ふらんす物語』の中では「怪神」に熟字訓をあてている。一方、ヘロドトスはエジプトの合成獣を描写する際にこの名詞を「Androsphinges」と男性化したが、これが男性スピンクスの唯一の例である。また村井知至『社会主義』p14には「スヰンクス」という表現があり、明治・大正期には様々な表現が散見される。
本来はエジプト神話の生物であるが、非常に古くからギリシア神話にも取り入れられていた。エジプトのスフィンクスは王家のシンボルで、ギザのピラミッドにある、いわゆるギザの大スフィンクスは王の偉大さを現す神聖な存在である。対してメソポタミアやギリシャのスフィンクスは怪物として扱われていた。

## 各文化のスフィンクス

### 古代エジプト

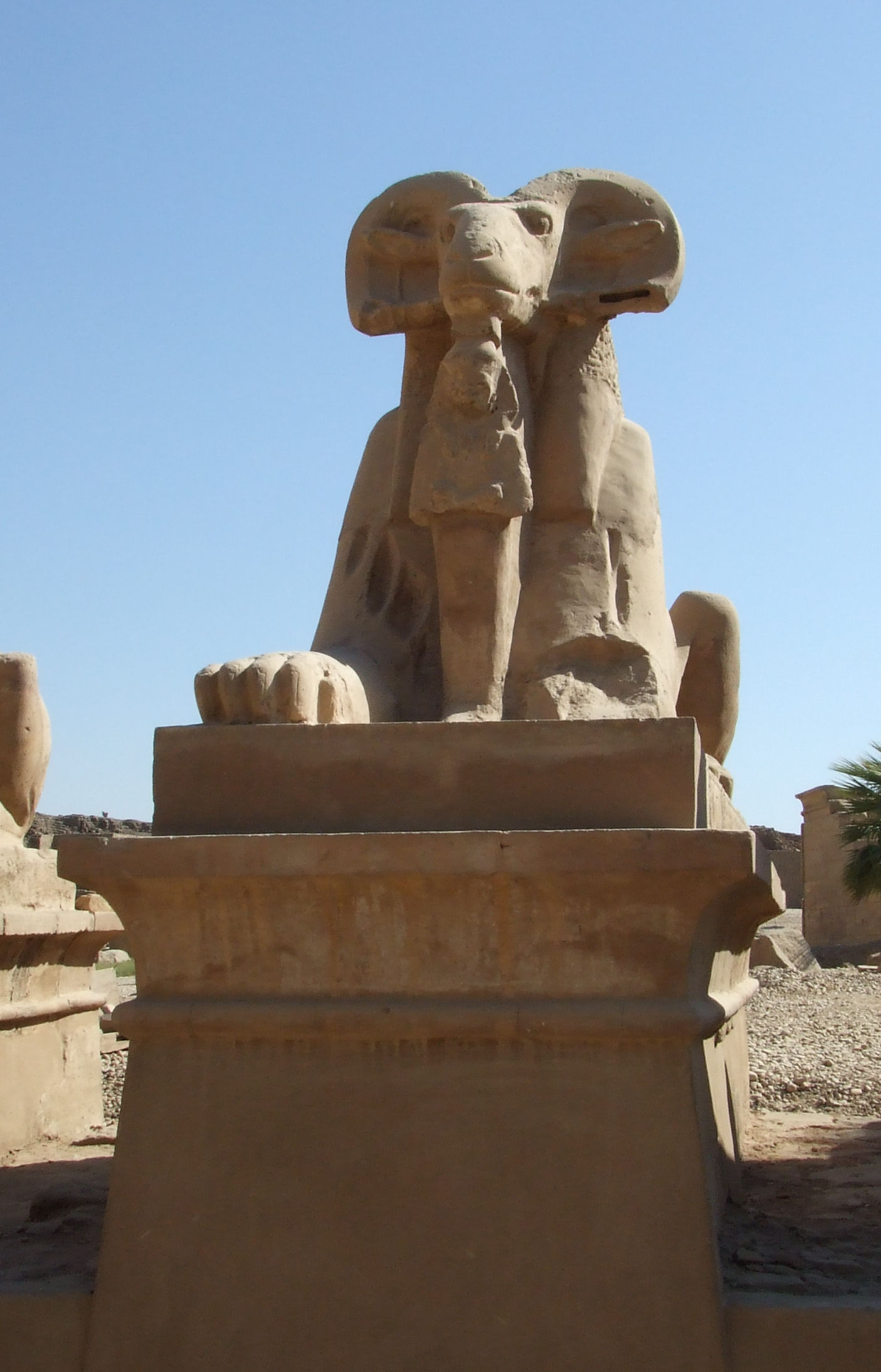
雄羊の頭のスフィンクス(カルナック神殿)

エジプトにおけるスフィンクスは、ネメスと呼ばれる頭巾を付けたファラオ（王）の顔とライオンの体を持つ、神聖な存在である。王者の象徴である顎鬚をつけ、敵を打破する力、あるいは王または神を守護するシンボルとされている。古王国時代には既に存在し、神格化したファラオと百獣の王であるライオンを重ね合わせたものと考えられている。
スフィンクスの種類には複数あり、男性も女性もいる。動物や鳥の頭部を持つものも見受けられる。
最も有名で大きなスフィンクス像は、古王国時代のギザの大スフィンクスである。中王国以降は、最高神アモンの聖獣である雄羊の頭部を持つスフィンクスが、神殿の守護者として神殿前面に置かれた。

### メソポタミア
メソポタミア神話（バビロニア神話）におけるスフィンクスは、エジプトとは異なり、ライオンの身体、人間の女性の顔、鷲の翼を持つ怪物とされた。また、死を見守る存在とする考え方もメソポタミアにて生まれたとされる。

### 古代ギリシア

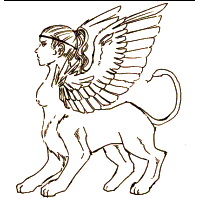
ギリシア神話のスピンクス（ジノ・スフィンクス）

ギリシア神話におけるスピンクスは、ライオンの身体、美しい人間の女性の顔と乳房のある胸、鷲の翼を持つ怪物（一部の絵画では尻尾が蛇になっている姿で表される事も）。テューポーンあるいはオルトロスとエキドナとの娘。一説によればテーバイ王ラーイオスの娘であり（アレクサンドレイアのリューシマコス）、これによればオイディプースとは兄弟となる。また、ウーカレゴーンの娘とする説もある（エウリーピデース『フェニキアの女たち』26への古註）。当初は子供をさらう怪物であり、また戦いにおいての死を見守る存在であった。高い知性を持っており、謎解きを好む。
オイディプース神話によれば、スピンクスはヘーラーによってピーキオン山に座し、テーバイの住人を苦しめていた。旅人を捕らえて「朝は4本足、昼は2本足、夜は3本足。これは何か」という謎を出し、解けない者を殺して食べていた。この謎はムーサに教わったとされている。しかし、オイディプースに「それは人間だ。人間は赤ん坊の時には四足で這い回り、成長すると二足で歩き、老年になると杖をつくから三足になる」と答えられると、面目を失ったスピンクスは岩の台座から飛び降り、谷底へ身を投げて死んだという（アポロドーロス、ヒュギーヌスなど）。またはオイディプースに退治されたともいわれる（ソポクレース『オイディプース王』、エウリーピデース『フェニキアの女たち』）。

## スフィンクスをモチーフにした芸術作品

### 絵画

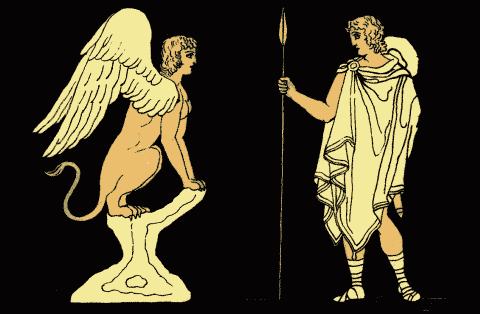
オイディプスとスフィンクス

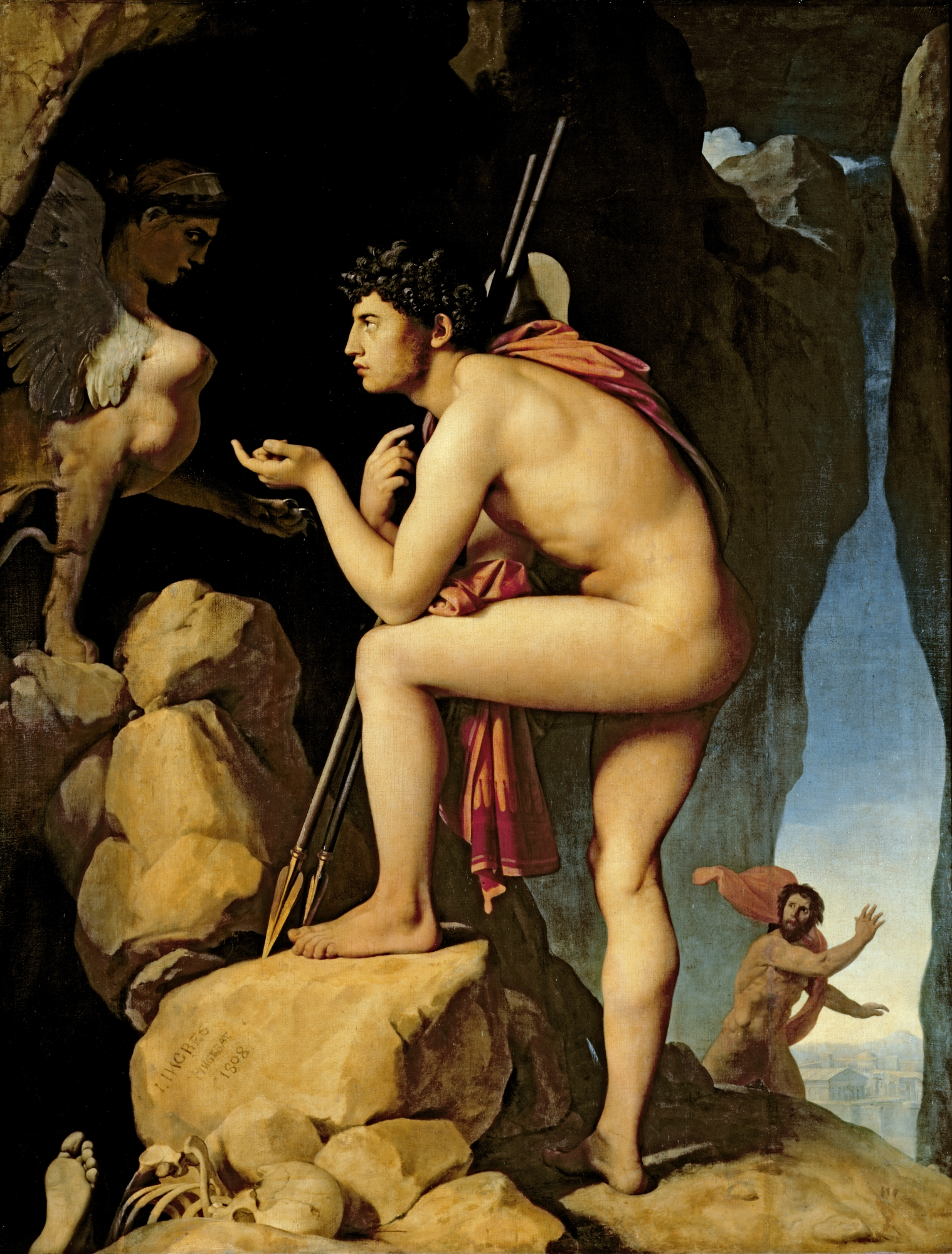
『スフィンクスの謎を解くオイディプス』（ドミニク・アングル、1808年、ルーヴル美術館所蔵）
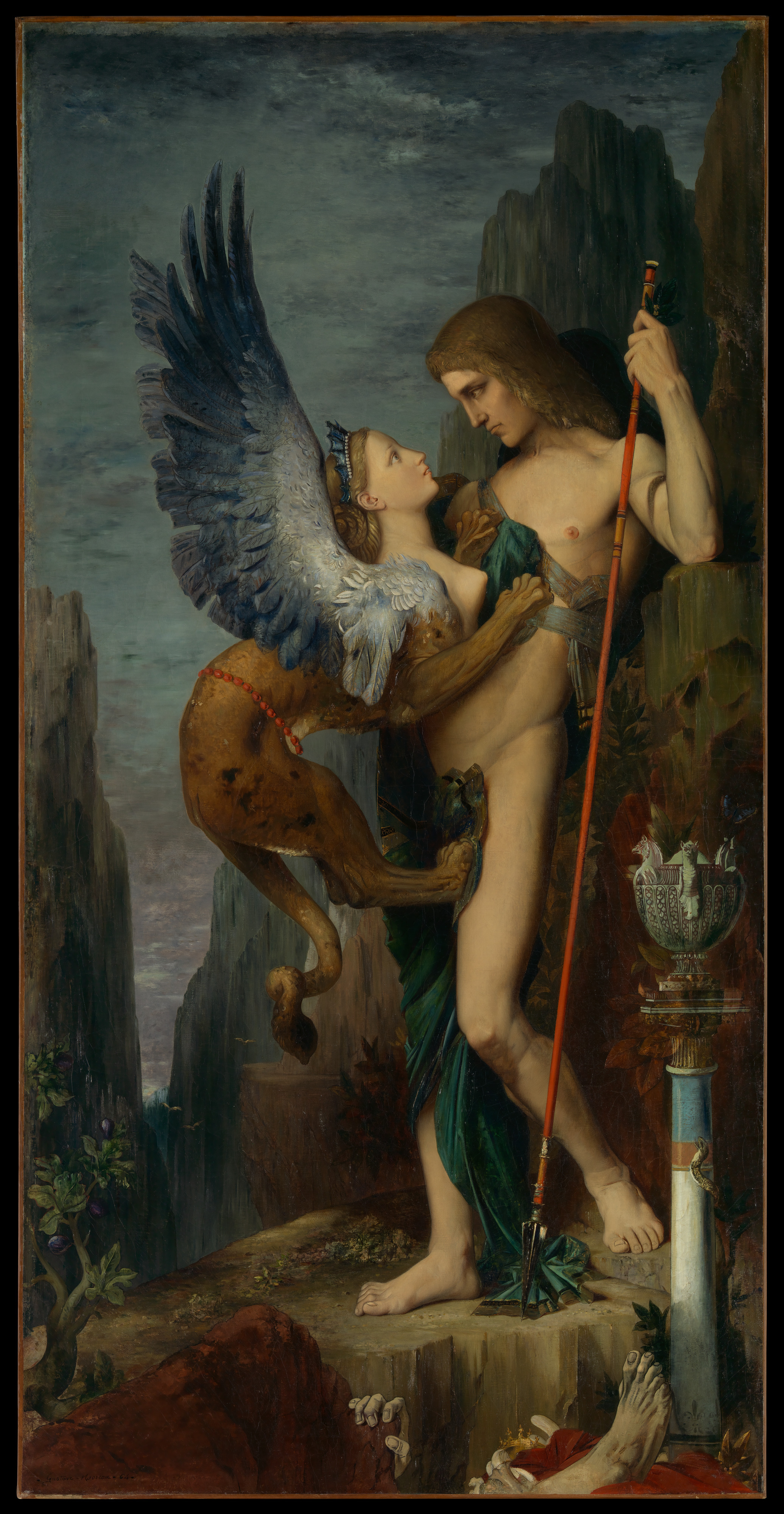
『オイディプスとスフィンクス』（ギュスターヴ・モロー、1864年、メトロポリタン美術館所蔵）
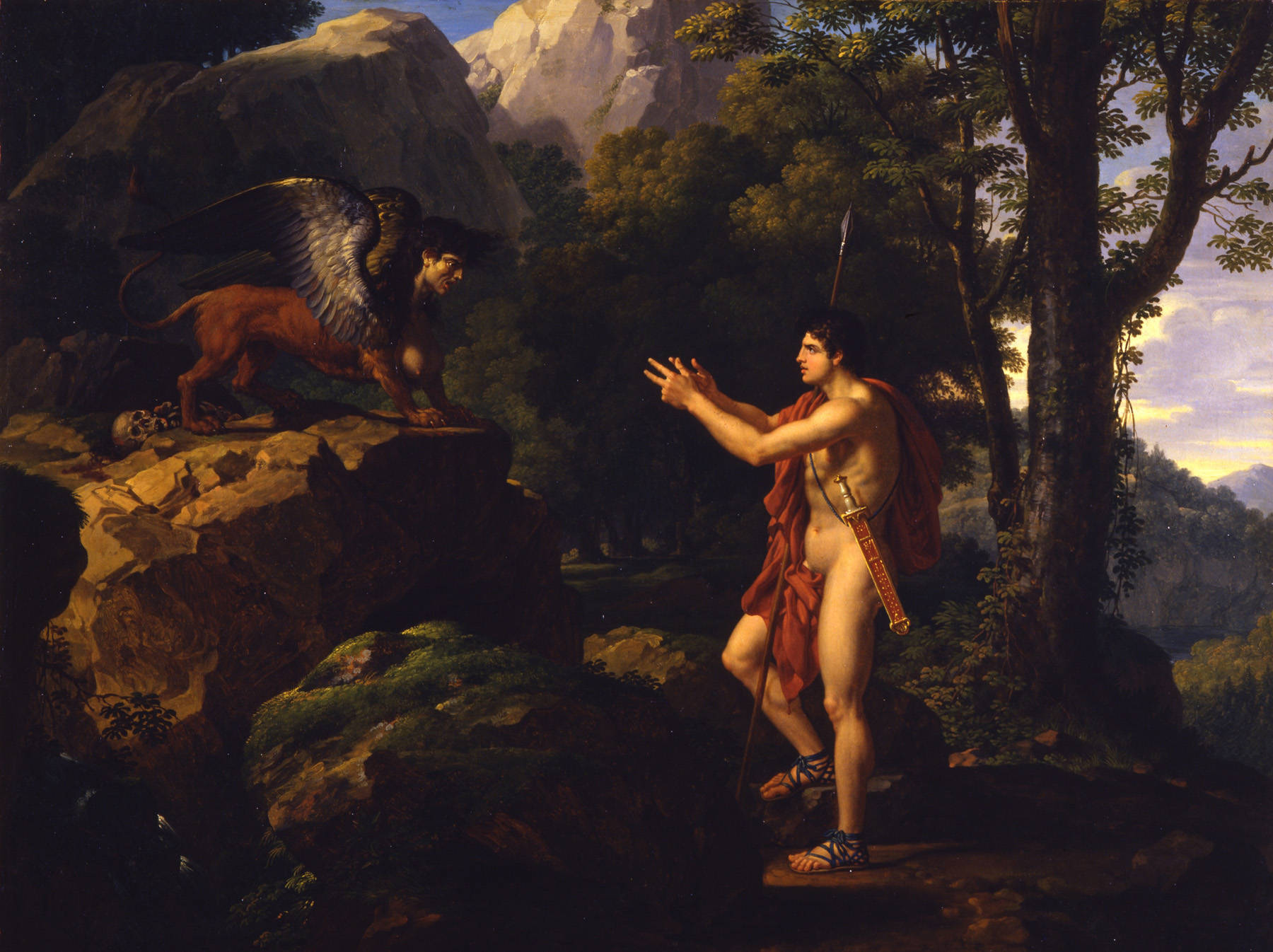
『オイディプスとスフィンクス』（フランソワ＝グザヴィエ・ファーブル、1806-1808年頃、ダーヘシュ美術館（英語版）所蔵）
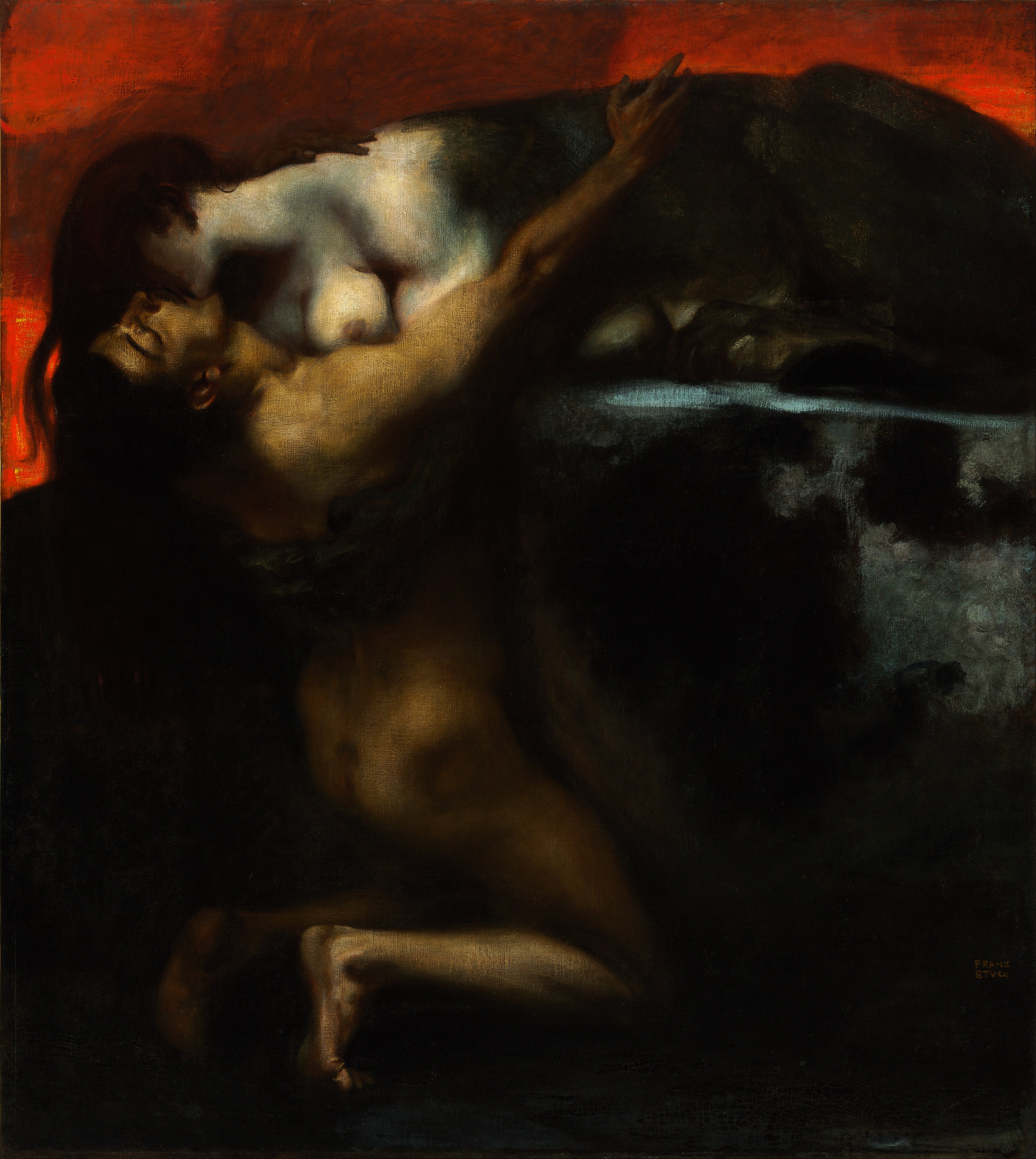
『スフィンクスの口づけ』（フランツ・フォン・シュトゥック、1895年、ブダペスト国立西洋美術館所蔵）
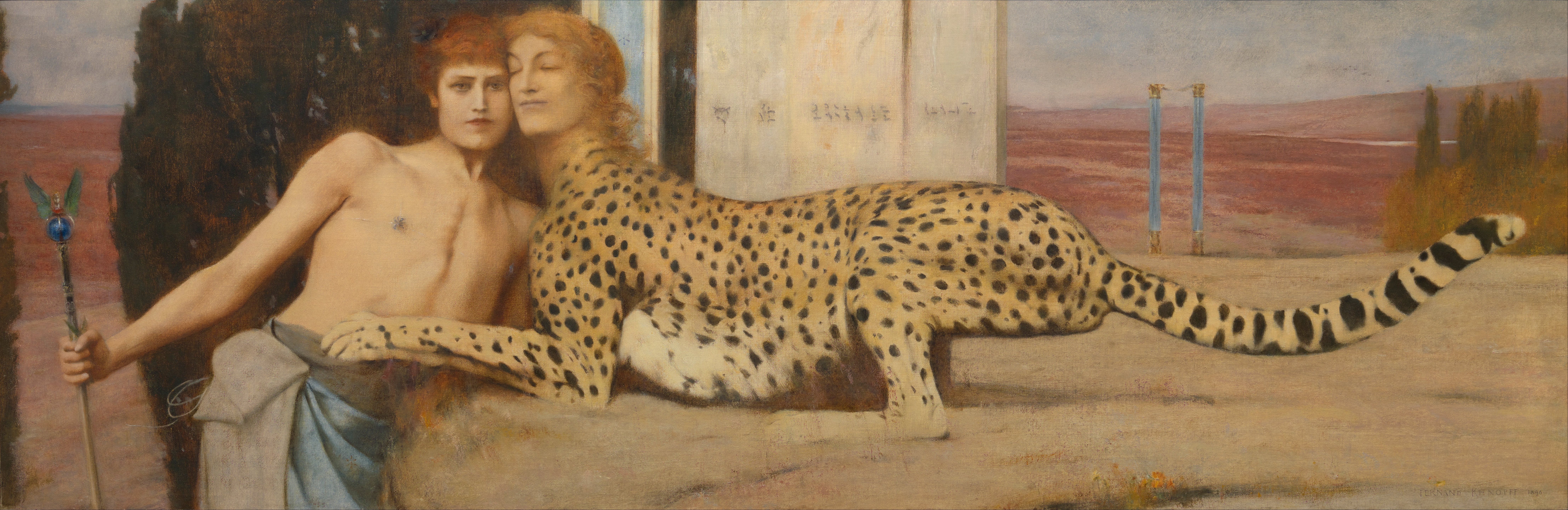
『芸術（愛撫もしくはスフィンクス）』（フェルナン・クノップフ、1896年、ベルギー王立美術館所蔵）
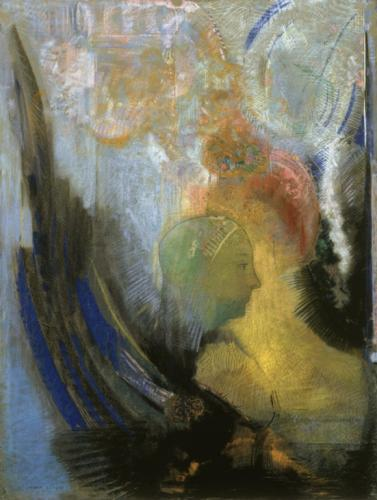
『翼のある横向きの胸像』（オディロン・ルドン、1898－1900年頃、岐阜県美術館所蔵）

### 彫像
- 「ギザの大スフィンクス」（不明、紀元前2500年ごろ、ギザ）